# Brigada de los Rocket Red
La Brigada de los Rocket Red (o Rocket Red para abreviar) traducido al español en Latinoamérica como Brigada Proyectil Rojo,  es un grupo de superhéroes perteneciente al universo ficticio de DC Comics. Su primera aparición fue en Green Lantern Corps n.º 208 (enero de 1987), creados por Steve Englehart y Joe Staton.

## Historia
Los Rocket Red fueron creados por el Linterna Verde Kilowog para la Unión Soviética. La brigada de los Rocket Red está compuesta por seres humanos normales que han sido mejorados por medio de una "evolución forzada" y recibido armaduras de batalla para la defensa de la URSS. Entre sus habilidades en incluyen: superfuerza, invulnerabilidad, vuelo (gracias a cohetes instalados en sus botas), la habilidad de realizar poderosas descargas de energía, y "meca-empatía" (el poder de sentir y controlar máquinas, aunque no está muy claro cuál es su límite).

### Rocket Red #1
Josef Denisovich era un soldado ruso condecorado y amigo del Linterna Verde alienígena Kilowog. Además, fue el primer miembro de la brigada de los Rocket Red. El gobierno soviético puso a Josef en contra de Kilowog y murió combatiéndolo.

### Rocket Red #4
Dimitri Pushkin (Rocket Red #4) se convirtió en miembro de la LJI luego que el Rocket Red #7 revelara ser un androide Manhunter. Dimitri era un hombre amable y alegre que tomó gusto por el estilo de vida norteamericano y fue miembro de la Liga durante varios años. Cuando su armadura fue destruida por Lobo,  la reemplazó por un modelo más avanzado construido en Apokolips. Además, Dimitri fue parte de la Liga de la Justicia Europa, convirtiéndose en amigo de Animal Man, alias Buddy Baker, de un modo similar a la amistad que mantenían Blue Beetle y Booster Gold. Al principio, fue el único miembro europeo del grupo.
Dimitri fue parte del pequeño grupo de resistencia contra Starro ya que el extraterrestre no podía poseerlo debido a su armadura. Aunque luego Starro fue derrotado, Dimitri se había rendido ante él cuando amenazó con matar a su familia. Dimitri se retiró de su carrera superheroica durante un largo tiempo. Finalmente murió en un ataque de los OMAC, autodestruyéndose para salvar a los demás miembros de la vieja LJI. Sus últimas palabras fueron: «Mi esposa e hijo, Michael [ Booster Gold ]... diles que los amo.»

#### La armadura de Apokolips
Tras la caída del comunismo, la mayoría de los Rocket Red se desbandaron, pero Dimitri solía vestir su armadura en ocasiones para luchar contra las injusticias. La armadura de Apokolips es única, más poderosa que la común y con habilidades cuyos límites aún no han sido explorados. Visualmente tiene un aspecto más redondeado y orgánico que la armadura estándar de los Rocket Red, aunque lleva el mismo patrón de color rojo y blanco.

### Rocket Red #7
El hombre conocido como Vladimir Mikoyan fue el primer Rocket Red que fue admitido en la Liga de la Justicia Internacional. Durante el evento conocido como "Millennium", Vladimir descubrió que su identidad fue sustituida, y que era uno de los androides conocidos como Manhunter, siendo posteriormente destruido por Booster Gold (con la ayuda de la Liga de la Justicia y un grupo de otros Rocket Red humanos). Dicha armadura sería también portada por Gavril Ivanovich.

### Pozhar
Mientras se desempeñaba como miembro de los Sombras Rojas, Mikhail Denisovitch Arkadin, el héroe ruso también conocido como Pozhar, usó un traje modificado de Rocket Red.

### La mafia rusa
Después del colapso de la Unión Soviética, los Rocket Red pasaron momentos difíciles. Muchos de los trajes acabaron en el mercado negro y algunos de los Rocket Red más inescrupulosos comenzaron a trabajar para la Organizatsiya Mafiya para poder mantener a sus familias.

### Vandal Savage
Más tarde, cuatro armaduras cayeron en manos de  Vandal Savage. El villano las usó para encerrar a tres de los Titanes (Jesse Quick, Arsenal y Tempest) y a Supergirl, usándolas como misiles. Mediante su plan consiguió destruir la ciudad de Montevideo (Uruguay), aunque Tempest logró salvarse. Los demás Titanes fueron rescatados antes que sus trajes pudiesen detonar.

### Los Rocket Red vuelven a volar
Los miembros supervivientes de la brigada de Rocket Red recuperaron sus armaduras quitándoselas al ejército ruso para combatir los múltiples escapes de prisión que sucedieron a la vez en todo el mundo. Más tarde, aparecieron protegiendo las fronteras de Rusia, luciendo armaduras nuevas y más avanzadas.
Los Rocket Red fueron vistos nuevamente un año después mientras protegían Rusia al mismo tiempo que estorbaban los intentos del Linterna Verde Hal Jordan por detener a un criminal interestelar. Cuando la situación fue resuelta, el actual Rocket Red n.º 1 fue promovido como posible miembro de la Liga de la Justicia en el futuro, en caso de que la Liga decida expandirse. Hielo estuvo escondida dentro del traje de un Rocket Red durante su regeneración.
En las páginas del cómic  Checkmate Vol.2 #22, se reveló que Checkmate reclutó en su momento a un nuevo Red Rocket #1, el capitán Maks Chazov, como su Caballero de a Reina Blanca, con el aparente consentimiento por parte de los superiores del gobierno ruso de Chazov.

#### La noche más oscura
En Las páginas de La noche oscura #3, los Red Rockets fueron vistos brevemente en batalla contra Dimitri Pushkin, cuyo cuerpo había sido reanimado como un Black Lantern.

#### Liga de la Justicia de América Vol.2
En las páginas de la historieta Justice League of America Vol.2 # 45, la Liga se encuentra con el alemán Rakete-Auslese, o "Rocket Elite", que de acuerdo a unas notas de Batman son conocidos como el equivalente alemán de los Red Rockets, ya que utilizaban algunos la misma tecnología del batiequipo volador de combate.
Durante el tour que tuvo Mon-El en el pasado de la Tierra, visitaría Moscú y ayuda a los Red Rockets durante una batalla con terroristas en la república de Georgia. Posteriormente, un piloto de los Red Rocket femenina llamada Ivana y lleva a Mon a un recorrido por la catedral de San Basilio y le da el primer beso que jamás haya recibido de un ser humano.

#### Liga de la Justicia: Generación Perdida
La Brigada de los Rocket Red volverían a aparecer en la maxiserie limitada, Liga de la Justicia: Generación Perdida #4. Uno de sus exmiembros que sirvió a la antigua URSS, Gavril Ivanovich, Un Red Rocket desertor, que se convirtió en sustituto miembro de los Rocket Red que se unió a los Héroes exmiembros de la antigua Liga de la Justicia Internacional, que huyen de Maxwell Lord, y sus OMAC's, y en la que se ve involucrado en una batalla contra varios miembros del escuadrón de Red Rockets que terminan ayudando los héroes perseguidos a la Brigada.

### Los Nuevos 52/DC: Renacimiento
Durante The New 52, Gavril volvería a aparecer para la nueva continuidad reinicada, peor en este caso es él quien sería admitido en la nueva encarnación de la Liga de la Justicia Internacional, sanciondada por la misma Organización de las Naciones Unidas, como representante oficial de Rusia. Al final de dicha serie fallece.

## Apariciones en otros medios
- Pudo verse brevemente a un Rocket Red en varios episodios de la serie animada Liga de la Justicia Ilimitada, en especial durante los episodios "El regreso" y "Pánico en el cielo". Como su armadura es exactamente igual al segundo traje de Dmitri (Rocket Red #4), sinedo probable que él sea quien está detrás de la máscara. En "El regreso", Rocket Red fue uno de los muchos héroes que defendieron la Tierra contra la amenaza de Amazo. Junto con Supergirl, Fuego y Tornado Rojo, fue asignado a la segunda línea de defensa en la capa superior de la atmósfera. Más tarde, el grupo fue atacado por Amazo mientras buscaba a Lex Luthor. Tras el choque con Amazo, Supergirl se convirtió en la primera baja, cayendo inconsciente en el océano. Luego Rocket Red intentó detener al robot disparando una cantidad enorme de misiles de su pecho y sus hombros. Cuando esto no surtió efecto, Rocket Red abrió fuego con los cañones Gatling que tiene montados en sus hombros y trató de retirarse. Sin embargo, Amazo lo persiguió y arrancó las armas de su armadura. Rocket Red reaparecería nuevamente para llevarse a Fuego, quien estaba inconsciente, de la batalla momentos antes de que el último miembro del equipo (Tornado Rojo) fuese destruido por Amazo.

### Miscélanea
- La línea de juguetes de la Liga de la Justicia Ilimitada producidos por Mattel contenía un muñeco de Rocket Red.
- Red Rocket fue también incluida como una figura de gran tamaño en línea "Signature Series" producida por la compañía de juguetes Mattel, en su colección "DC Universe Classics".